# Saint-Vigor-des-Mézerets
Saint-Vigor-des-Mézerets település Franciaországban, Calvados megyében. Lakosainak száma 247 fő (2018. január 1.). Saint-Vigor-des-Mézerets La Chapelle-Engerbold, Lassy, Lénault, Périgny, La Rocque, Saint-Jean-le-Blanc, Saint-Pierre-la-Vieille, Vassy és Valdallière községekkel határos.

## Népesség
A település népessége az elmúlt években az alábbi módon változott:
| Lakosok száma | 302  | 279  | 229  | 183  | 196  | 238  | 243  | 242  | 252  | 247  |
|               | 1968 | 1975 | 1982 | 1990 | 1999 | 2011 | 2013 | 2015 | 2017 | 2018 |